# Dirk Ehnts
Dirk H. Ehnts (* 11. April 1977 in Bremen) ist ein deutscher Wirtschaftswissenschaftler. Er ist laut dem Wissenschaftlichen Dienst des Deutschen Bundestags der bekannteste deutsche Vertreter der Modern Monetary Theory (MMT) und war Gastprofessor an der Hochschule für Wirtschaft und Recht Berlin, der Freien Universität Berlin und an der Europa-Universität Flensburg. Er lehrt im Online-Studiengang Economics of Sustainability an der australischen Torrens University.

## Leben
Geboren und aufgewachsen in Bremen studierte er nach dem Abitur von 1997 bis 2002 Volkswirtschaftslehre mit dem Abschluss Diplom an der Georg-August-Universität in Göttingen. Von 2006 bis 2012 war er wissenschaftlicher Mitarbeiter an der Carl von Ossietzky Universität Oldenburg. 2008 wurde ihm für seine Promotion im Bereich der Neuen Wirtschaftsgeographie der Doktorgrad mit der Note „summa cum laude“ verliehen. Seine von Hans-Michael Trautwein betreute Dissertation trägt den Titel Foreign Direct Investment, Linkages and Spillovers in a New Economic Geography Framework. Von 2012 bis 2014 war er als Gastprofessor an der Hochschule für Wirtschaft und Recht Berlin in den Fächern Makroökonomie, Geld und Währung  in Berlin tätig, unterbrochen von einem Semester als Gastprofessor am Lateinamerika-Institut der Freien Universität Berlin. 2015 wechselte er an das Bard College Berlin. Von Ende 2016 bis Mitte 2017 und wieder von April 2019 bis März 2020 arbeitete er an der TU Chemnitz. Zwischenzeitlich war er Gastprofessor an der Europa-Universität Flensburg (2017/2018) und arbeitete als wissenschaftlicher Mitarbeiter im Deutschen Bundestag. Ehnts ist ständiges Mitglied im Ausschuss für die Geschichte der Wirtschaftswissenschaften beim Verein für Socialpolitik.
Ehnts ist laut Vivien Leue einer der Anführer der Modern Monetary Theory in Deutschland. Er ist Vorstandssprecher der Samuel-Pufendorf-Gesellschaft für politische Ökonomie e.V., die 2019, 2021, und 2023 europäische MMT-Konferenzen in Berlin ausgerichtet hat. Seit 2016 hielt er im Rahmen der Summer School der Universität Maastricht dazu jährlich Kurse ab, seit 2021 auch im Rahmen der MMT Summer School in Poznan und eines Workshops am Levy Economics Institute am Bard College in New York. Ehnts hat Artikeln in Fachzeitschriften publiziert sowie auf den Wirtschaftsplattformen Makroskop und Ökonomenstimme. In der taz und der FAZ erschien je ein Gastbeitrag von Ehnts. Seit 2024 schreibt er einen täglichen Blog zu Geld und Ressourcen.
Er war 2019 als Sachverständiger beim Finanzausschuss des Bundestags zum Thema TARGET2 eingeladen. 2021 war er als Sachverständiger im Joint Committee on Finance, Public Expenditure and Reform des irischen Parlaments eingeladen.
Ende 2022 gehörte Ehnts zu den Erstunterzeichnern einer Petition und Kampagne von DiEM25 zur Aufgabe der Schuldenbremse. Er ist Co-Autor des Green New Deal for Europe und Hauptautor des Green New Deal für Österreich (beide 2019).
Seit 2024 ist Ehnts parlamentarischer Assistent des Europaabgeordneten Fabio De Masi (BSW).
Ehnts lebt mit seiner Frau und zwei Kindern in Berlin.

## Schriften

### Bücher
- Makroökonomik: Wirtschaftstheorie für das 21. Jahrhundert. Springer Gabler, Wiesbaden 2023, ISBN 978-3-658-41054-4, 284 Seiten
- Modern Monetary Theory: Eine Einführung. Springer Gabler, Wiesbaden 2022, ISBN 978-3-658-36487-8, 57 Seiten
- Modern Monetary Theory and European Macroeconomics. Routledge, 2017, ISBN 978-1-138-29992-4, 224 Seiten
- Geld und Kredit: eine €-päische Perspektive. Metropolis-Verlag, 2020, 3. überarbeitete und aktualisierte Auflage, ISBN 978-3-7316-1412-8, 281 Seiten

### Fachaufsätze, Kapitel
- Quo vadis, Schuldenbremse? Über Sinn und Unsinn detaillierter Defizit- und Schuldenregelungen im Grundgesetz. Wirtschaftsdienst Vol. 104(1), S. 25–28, 2024[21]
- zusammen mit Maurice Höfgen: Was ist Modern Monetary Theory? In: Perspektiven der Wirtschaftspolitik, Vol. 23(2), S. 1–12, 2022[22]
- Die Aufstellung eines (Bundes-)Haushalts aus Sicht der Monetary Theory (MMT). Jahrbuch für öffentliche Finanzen 1–2022, S. 301–314, 2022[23]
- Modern Monetary Theory: The Right Compass for Decision-Making. Intereconomics Vol. 57(2), S. 128–134, 2022[24]
- zusammen mit Michael Paetz: COVID-19 and its economic consequences for the Euro Area. In: Eurasian Economic Review Vol. 11(2), S. 227–249, 2021[25]
- zusammen mit Jussi Ora: The Swedish monetary system from a balance sheet perspective. Levy Economics Institute working paper 1035, 2024[26]
- zusammen mit Hans-Michael Trautwein: Innovationen und internationale Wirtschaftsbeziehungen.  Studienmaterial der Carl von Ossietzky Universität Oldenburg, Arbeitsbereich Weiterbildung und Bildungsmanagement, Oldenburg 2010.
- zusammen mit Ole Christiansen und Hans-Michael Trautwein: Industry relocation, linkages and spillovers across the Baltic Sea. In: Baltic Journal of Economics, 2010, Vol. 10, S. 61–78